# Hiéroglyphe égyptien E8A
Le hiéroglyphe égyptien E8A (chevreau cabré) est classifié dans la section E « Mammifères » de la liste de Gardiner ; il y est noté E8A.

## Représentation
Il représente un chevreau (Capra aegagrus hircus) cabré ou sautant. Il est translittéré jb.

## Utilisation
C'est un variant graphique utilisé dès la XIXe dynastie de l'hiéroglyphe du chevreau
| E8 |

| E8 |

| i | b | E8 | F27 |

| i | b | E8 | F27 |

| i | b | E8A |

| i | b | E8A |

ou phonogramme bilitère (rare) de valeur jb.
C'est un déterminatif du champ lexical du petit bétail.